# Železniční nehoda u Cerhovic
Železniční nehoda u Cerhovic se udála 10. listopadu 1868 přibližně v 6:00 nedaleko železniční stanice Cerhovice na jednokolejné trati Praha – Plzeň vlastněné společností c. k. priv. České západní dráhy (BWB) poblíž městečka Cerhovice a vsi Újezd u Hořovic. Nákladní vlak zde v plné rychlosti narazil do soupravy osobního vlaku, který uvízl ve sněhové závěji.  
Nehoda si vyžádala celkem 35 mrtvých a nejméně 60 lehce a těžce zraněných, především z řad vojáků rakousko-uherské armády cestujících v osobním vlaku. Srážka byla nejtragičtějším železničním něštěstím na českém území v období Rakouského císařství a Rakouska-Uherska. 

## Výchozí situace
Dne 10. listopadu 1868 byl ve čtyři hodiny ráno vypraven z plzeňského nádraží osobní vlak ve směru na pražské nádraží České západní dráhy na Smíchově. V posledních jeho čtyřech vozech se nacházelo celkem 235 mužů uherského pěšího pluku č. 26 knížete Michala (povětšinou Slováků a Maďarů), kteří v Plzni trávili dovolenou po italském tažení. Spolu s poručíkem z Plzně cestovali do Ostřihomi, kde se nacházel odvodní okres pluku. Vojáci měli z Plzně odjet již předešlé noci, došlo však ke zdržení a na cestu se vydali až onoho dne. 
Na cestě panovalo mlhavé zimní počasí se zataženou oblohou a vytrvalým sněžením. Vlak jedoucí přes stanice Chrást, Rokycany, Holoubkov a Zbiroh průběžně nabíral zpoždění, po cestě do stanice Hořovice, nedaleko vesnice Újezd ve vzdálenosti asi 200 kroků od strážního domku č. 61 pak musel kvůli zavátým kolejím zcela zastavit - lokomotiva nebyla vybavena sněžným pluhem. 
Ve směru od Plzně se pak, dle platného jízdního řádu, blížil další, z Rokycan vypravený nákladní vlak řízený strojvůdcem Bartíkem o délce 18 vozů vezoucích kamenné uhlí a také olej. 

## Průběh nehody
Ačkoliv byla údajně ve stanici Zbiroh návěstidla v pozici Stůj, nákladní vlak pokračoval v jízdě. Nelze pak jednoznačně říct, zda byla všechna traťová opatření proti srážce vlaků využita a strojvůdce dostal zprávu o osobním vlaku stojícím u Cerhovic. Okolo šesté hodiny ranní tento nákladní vlak, po trati právě sjíždějící ze svahu (1:125°), za špatné viditelnosti do stojící osobní soupravy v plné rychlosti narazil. Kolize z trati zcela smetla poslední čtyři vagony osobního vlaku mimo trať, vykolejeny pak byla také lokomotiva a dvanáct vagonů osobního vlaku.  

## Následky

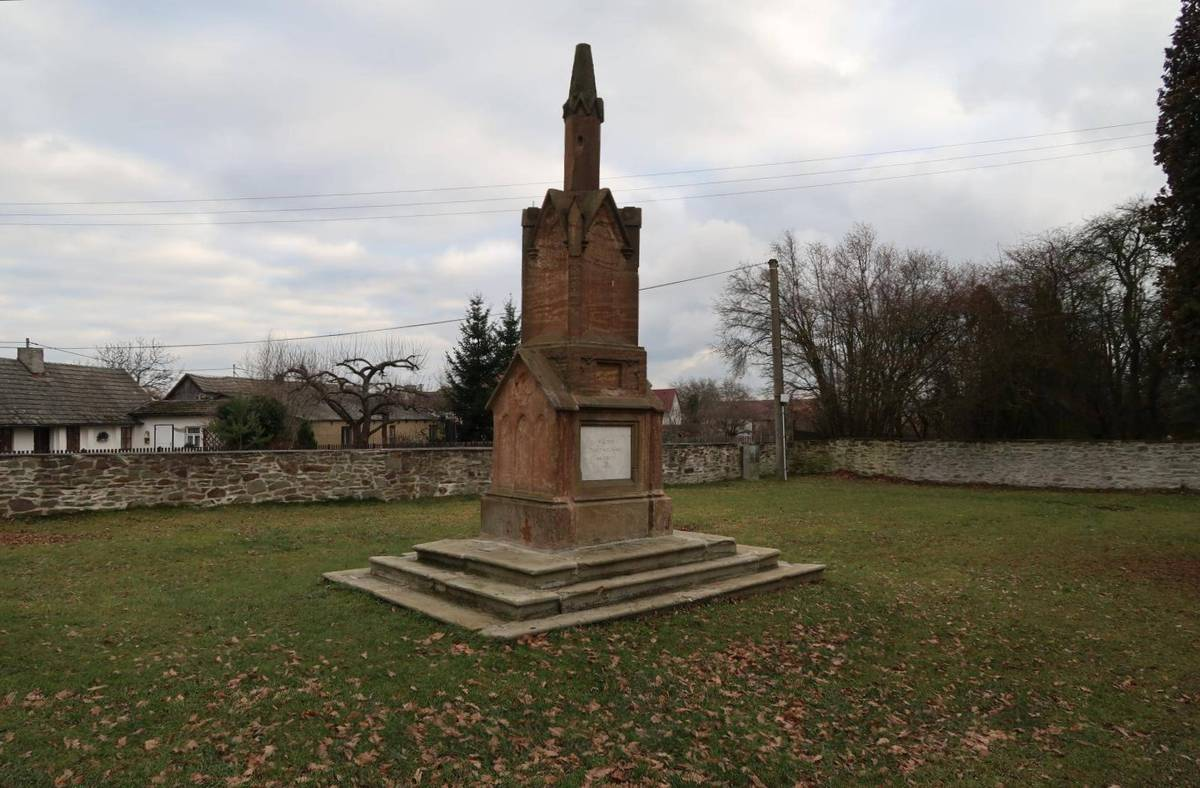
Pomník obětem vlakového neštěstí roku 1868 s hromadným hrobem obětí na někdejším starém hřbitově v Cerhovicích

Výsledkem srážky bylo 22 mrtvých na místě nehody a 60 těžce zraněných. 13 z těžce zraněných následně zemřelo po převozu do vojenské nemocnice v Praze. Mrtví byli shromažďování v domě č. 10 v Újezdě. Následně pak byli pohřbeni na starém hřbitově v Cerhovicích, na místě hromadného hrobu byl pak vztyčen neogotický památník. Na místě později zrušeného hřbitova pak vzniklo dětské hřiště u školy, památník se však dochoval a je chráněn jako kulturní památka.